# Фильче-Труя, Йоргия
Йоргия Фильче-Труя (алб. Jorgjia Filçe-Truja; 20 января 1907, Корча, Османская империя — 22 июня 1994, Тирана, Албания) — албанская певица (сопрано). Народная артистка Албании. Окончила Национальную академию Санта-Цецилии.

## Биография

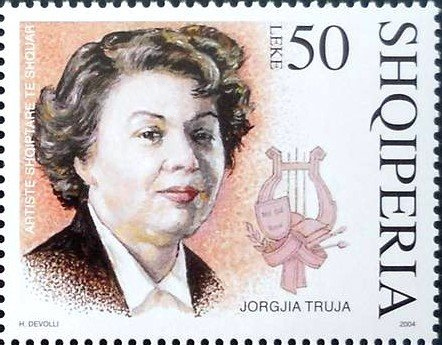
Йоргия Фильче-Труя на почтовой марке Албании, 2004 г.

Она родилась 20 января 1907 года в Корче, тогда ещё входившей в состав Османской империи. В 1927—1932 годах она училась в консерватории Санта-Сесилия в Риме. Она давала много концертов в течение 30-х-50-х годов, став иконой городской лирической музыки в Албании. Вместе с Тефтой Ташко-Кочо и Мари Краейона представляла авангард лирической музыки в стране. Вместе с пианисткой Лолой Джокаона интерпретирует городские песни.
Труя была одним из первых педагогов педагогического института королевы-матери для девочек в Тиране. После Второй мировой войны стала одним из инициаторов перевода художественной жизни Албании на академический путь, создав первые высшие художественные учреждения, такие как иорданский лицей Мисья в 1946 году, Университет искусств Албании, где она читала лекции по песнопению и дирижированию. Она интерпретировала во многих операх и принесла на сцену много произведений в качестве режиссёра. Она умерла в Тиране в 1994 году, оставив после себя автобиографическое произведение.